# Динозавр Герті
«Динозавр Герті» (англ. Gertie the Dinosaur) — американський короткометражний фільм 1914 року з мультиплікаційною вставкою, створений Вінзором Мак-Кеєм. Незважаючи на розхоже переконання, анімаційна частина не є першим в історії мультфільмом, проте в ній вперше з'явився головний герой (в цьому випадку — героїня), наділений яскравими особистісними якостями. Саме ця особливість відрізняє стрічку від ранніх експериментів в області анімації Дж. С. Блектона та Е. Коля та робить її духовним попередником мультфільмів Волта Діснея, що одержали згодом величезну популярність.
Хоча «Герті» вважається найпершим анімаційним фільмом, Маккей раніше створив «Маленького Немо» (1911) та «Як влаштований комар» (1912). Американець Дж. Стюарт Блектон та француз Еміль Коль експериментували з анімацією ще раніше; персонаж Герті, що має привабливу індивідуальність, відрізняє фільм Маккея від цих ранніх «трюкових фільмів». «Герті» став першим фільмом, у якому були використані такі анімаційні техніки, як ключові кадри, реєстраційні знаки, калька, програма для перегляду екшенів Mutoscope та анімаційні петлі. Він вплинув на наступне покоління аніматорів, таких як брати Фляйшери, Отто Мессмер, Пол Террі, Волтер Ланц та Волт Дісней. Джон Рендольф Брей безуспішно намагався запатентувати багато анімаційних технік Маккея і, як кажуть, стояв за плагіатом версії «Герті», що з'явилася через рік чи два після оригіналу. «Герті» — найкраще збережений з фільмів Маккея, деякі з яких були втрачені або збереглися лише у фрагментах, і з 1991 року зберігається в Національному реєстрі фільмів Бібліотеки Конгресу США як «культурно, історично чи естетично значущий».
Це перший фільм про динозаврів. У цьому фільмі вперше була використана анімація за ключовими кадрами. Він включений у Національний реєстр фільмів та займає шосте місце в списку 50 найвидатніших мультфільмів всіх часів, складеному Джеррі Беком за результатами опитування аніматорів та істориків в 1994 році.

## Сюжет

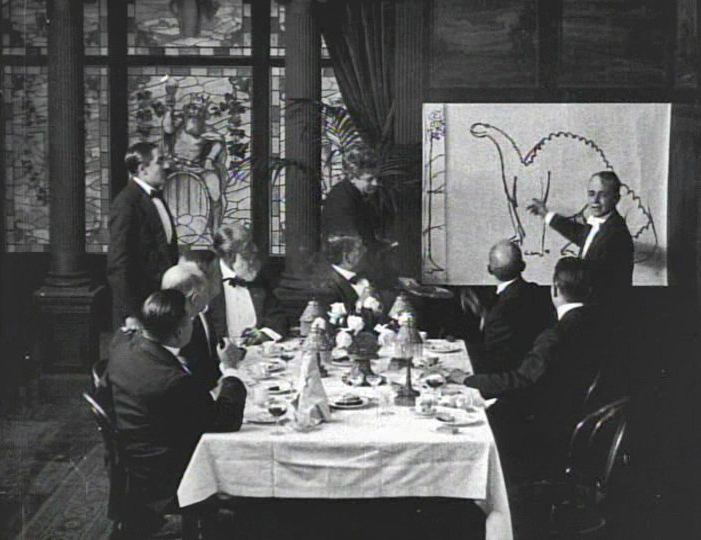
Мак-Кей та Герті на дружньому вечері

Вінзор Мак-Кей та Джордж Мак-Манус з друзями подорожують на автомобілі. Через проколене колесо вони змушені зробити зупинку для ремонту, під час якої вирішують відвідати Музей природної історії. Тут, стоячи перед скелетом бронтозавра, Мак-Кей укладає парі з Мак-Манусом, що зможе оживити динозавра за допомогою олівця та паперу. Робота триває протягом шести місяців, під час якої Мак-Кей переносить на плівку десять тисяч малюнків.
Нарешті, фільм готовий, і Мак-Кей запрошує друзів на вечерю. Він малює на аркуші паперу динозавра, а потім, у відповідь на нагадування, що той повинен рухатися, зриває листок та показує друзям печеру, домальовуючи голову Герті, що виглядає з неї. Потім за призовом Мак-Кея динозавр виходить назовні.
Герті з'їдає камінь та дерево, переминається з ноги на ногу, з лінню виконує команди Мак-Кея, час від часу відволікаючись на те, що відбувається на задньому плані. Коли Герті не в міру розходиться, Мак-Кей різко осаджує її, а потім, щоб заспокоїти засмученого до сліз динозавра, годує гарбузом. Коли в кадрі з'являється мастодонт Джумбо, Герті, всупереч вимогам Мак-Кея, грає з ним і кидає в озеро. Ображений звір вплав повертається назад та бризкає в динозавра водою з хобота. В кінці фільму в кадрі з'являється сам Мак-Кей в образі приборкувача, і, демонструючи слухняність підопічної, забирається Герті в пащу, а потім, стоячи біля неї на спині, іде геть.
Мак-Манус визнає, що програв суперечку, і, як і було домовлено, оплачує вечерю. Присутні піднімають келихи на честь Мак-Кея.

## Створення
З 1906 року Мак-Кей, що іменував себе «Найвидатнішим карикатуристом Америки», на додаток до коміксів, друкувався в газетах, почав давати вистави на сцені з використанням малюнків. В 1911 році, уклавши парі зі своїм другом та конкурентом Джорджем Мак-Манусом, Мак-Кей вперше застосував на сцені анімацію, пожвавив Маленького Німо, героя коміксів «Маленький Німо в країні снів» (англ. Little Nemo in Slumberland). За цим послідував мультфільм «Як діє комар» (англ. How a Mosquito Operates).
У створенні фільмів Мак-Кею допомагав піонер мультиплікації Джордж Стюарт Блектон, який показав 1906 року один з перших мультфільмів «Комічні фази смішних осіб» (англ. Humorous Phases of Funny Faces). Спецефект та покадрову анімацію вже використав француз Еміль Коль, але перший по-справжньому мультяшний персонаж та художній сценарій з'явилися у фільмах Мак-Кея.
Про намір створити Герті було оголошено 1912 року. Вибираючи тему для нового мультфільму, Мак-Кей вирішив відтворити те, що не міг втілити в життя звичайний кінематограф. Скелет бронтозавра з'являвся в його коміксі «Сни любителя грінок із сиром» (англ. Dreams of a Rarebit Fiend) 1905 року, а 1912 року Мак-Кей виконав кілька ілюстрацій з древніми ящерами для американської історичної асоціації. 21 вересня 1913 року вийшов у світ комікс In the Land of Wonderful Dreams, в якому з'явилися деякі персонажі майбутнього фільму: динозавр, морський змій і чотирикрилий ящір. Але жодного фільму з динозаврами ще не існувало.

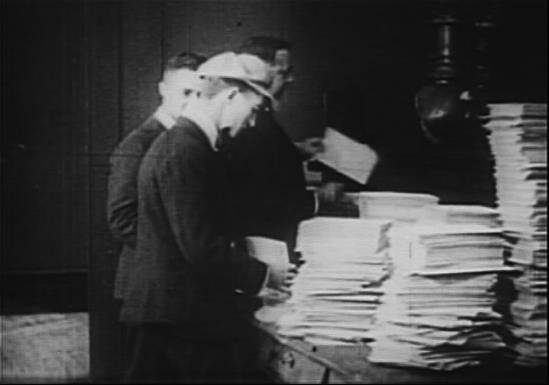
Тисячі малюнків для фільму про Герті

Одним з важливих вимог, висунутих Мак-Кеєм, стала реалістичність зображення. Для цього він використовував опрацьване, на відміну від попередніх фільмів, тло, максимально точно відтворив рух персонажів та врахував дрібні деталі, наприклад, проминання ґрунту під вагою ящера. Щоб визначити, як Герті дихає, лежачи на боці, Мак-Кей вимірював час власного дихання. Чотирихвилинний фільм про Німо вимагав намалювати 4000 малюнків, обсяг нової роботи повинен був перевищити 10000, а за часом зайняти цілий рік.
Прозорі целулоїдні плівки в анімації у той час ще не застосовувалися, і, щоб втілити задум, Мак-Кей власноруч намалював тисячі зображень Герті на листках рисового паперу розміром 16х21 см. Для отрисовки заднього фону він найняв студента Джона А. Фітцсіммонса, що жив по сусідству, який акуратно переносив контури гір, озера та дерева із зразка на кожний аркуш. Надалі подібний поділ праці став загальноприйнятим.
Під час роботи Мак-Кей придумав й інші методи, що стали згодом стандартом мультиплікації. Він проставив відмітку на аркушах, щоб точно сумістити малюнки та уникнути ефекту «плаваючого» фону, який нерідко спостерігається в ранніх мультфільмах. Повторювані картинки використовувалися декілька разів для створення циклічних рухів, наприклад, танцю Герті. Вперше в мультиплікації була застосована система ключових кадрів: Мак-Кей спочатку малював основні фази руху, а потім доповнював їх проміжними. На студії Діснея, щоб ефективніше використовувати цю технологію, ввели нову професію художників, які спеціалізувалися саме в доповненні ключових кадрів проміжними.
Мак-Кей не тримав у секреті свої розробки. Під час створення «Герті» він охоче показав всі деталі процесу гостю, що представився журналістом, який пише про анімацію. Насправді цим відвідувачем був Джон Рендольф Брей, який згодом запатентував багато ідей Мак-Кея та навіть намагався вчинити позов справжньому автору. Але суд виніс рішення на користь Мак-Кея, і Брей кілька років виплачував Мак-Кею авторську винагороду.
У січні 1914 року студія «Vitagraph» перенесла малюнки на плівку.

## На сцені

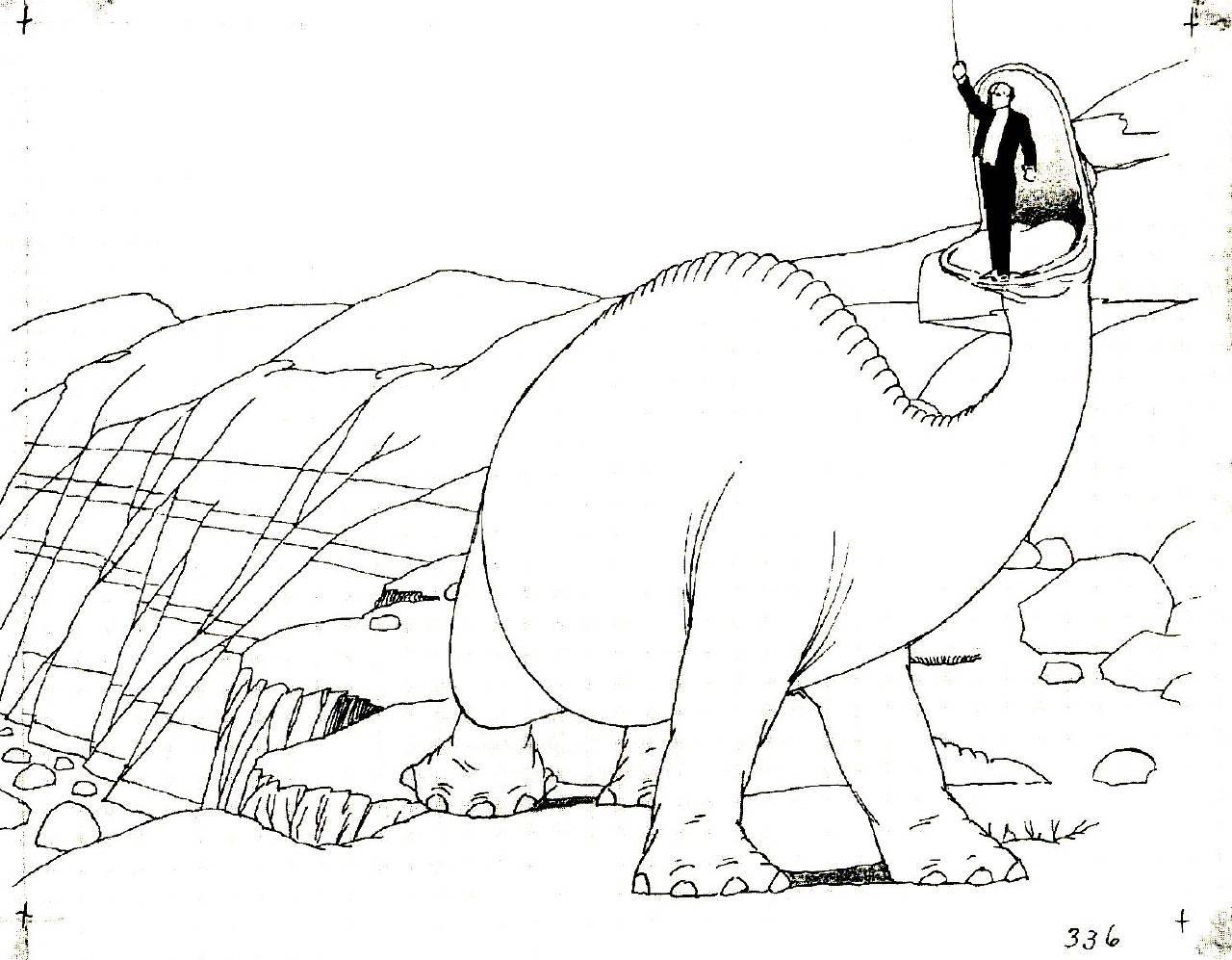
Мак-Кей в пащі Герті

Прем'єра вистави, ключовим моментом якої був мультфільм за участю Герті, відбулася в чиказькому театрі «Палас» 8 лютого 1914 року. Подальші виступи проходили в Нью-Йорку в театрі Хаммерштейна.
Мак-Кей виходив в смокінгу і з батогом та спілкувався з намальованим динозавром як приборкувач в цирку. В одній зі сцен Мак-Кей кидав Герті яблуко, намальована копія якого потрапляла в пащу тварини. При створенні фільму яблуко було замінено на гарбуз, як більш відповідний за розміром предмет. В кінці виступу Мак-Кей зникав за екраном, і в той же момент його двійник з'являвся в кадрі.
Мистецтво, з яким Мак-Кей розігрував уявлення, вражало глядачів. Еміль Коль, до березня 1914 року працював у Нью-Йорку та бачив виступ Мак-Кея в театрі Гаммерштейна, пізніше писав, що публіці подобалася як акторська майстерність Мак-Кея, так і створений ним фільм. Крім того, Коль відзначав надзвичайну прибутковість постановки.

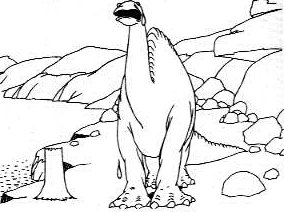
Плачуча Герті

Успіх вистави привів до тривалих роз'їздів Мак-Кея з гастролями по сходу Сполучених Штатів, але викликав обурення його основного роботодавця, медіа-магната Вільяма Херста. Спочатку виступи сприяли зростанню популярності газет Херста, але потім видавець зажадав, щоб карикатурист зосередився на коміксах, і, користуючись прописаними в контракті правами, ввів загальну заборону на сценічні виступи. Мак-Кей змушений був скасувати вже заплановані виступи. Лише 1917 року вдалося досягти компромісу, внаслідок чого Мак-Кей зміг виступати з естради, але лише в Нью-Йорку. Фактично, це означало кінець його сценічної кар'єри.

## В кінотеатрі
В 1914 році Вільям Фокс запропонував перенести «Динозавра Герті» в кінотеатри, Мак-Кей погодився і підготував розширену версію фільму, додавши пролог за участю живих акторів та титри, що замінювали дії Мак-Кея під час виступів. Загальний метраж стрічки збільшився до 12 хвилин.
Сюжет прологу багато в чому нагадував історію про створення мультфільму про Маленького Німо. Як актори виступили інші карикатуристи, що працювали на Херста: Джордж Мак-Манус, Рой Мак-Карделл і Тед Дорган. Чи стало це результатом втручання видавця, невідомо. Права на «Динозавра Герті» були зареєстровані 15 вересня 1914 року.

## Подальша доля
Незважаючи на популярність Герті, в такі роки Мак-Кей працював лише як художник та карикатурист. Лише через чотири роки, 1918 року, з'явився новий мультфільм — «Загибель Лузітанії» (англ. The Sinking of the Lusitania). В 1921 році художник підготував серію мультфільмів на основі коміксу «Сни любителя грінок із сиром» і в тому ж році почав роботу над другим мультфільмом за участю Герті, озаглавленим «Подорож Герті» (англ. Gertie on Tour). За сюжетом Герті повинна була дістатися до Нью-Йорка та Вашингтона, погойдатися на Бруклінському мосту та спробувати з'їсти Монумент Вашингтона. Можливо, його планувалося використовувати в поданні на сцені. Фільм не був завершений, і до теперішнього часу збереглися лише фрагменти стрічки та ескізи.
В 1927 році під час вшанувань Вінзора Мак-Кея в Нью-Йорку «Динозавр Герті» знову йшов в кінотеатрах. Після смерті автора в 1934 році його творіння не було забуто: 1940 року Герті була включена в фільмотеку Музею сучасного мистецтва.
Син Мак-Кея, Роберт, у співпраці з аніматором студії Діснея Річардом Хюмером в 1955 році відновив оригінальний спектакль для телевізійної програми «Діснейленд».
Довгий час вважалося, що негативи фільму загублені. Син Мак-Кея передав частину майна батька, в тому числі кілька плівок та близько 400 малюнків з Герті, колекціонеру Ірвінгу Мендельсону. Лише в 1947 році серед них був виявлений вихідний негатив, який для збереження скопіювали на нову плівку. У 1960-ті негатив передали в канадський архів кінематографії Cinémathèque Québécoise. В 1967 році була проведена перша реставрація плівки. У 2004 році Інститут кінематографії спільно з компанією «Milestone Film & Video» повторно відреставрував фільм та разом з іншими роботами Вінзора Мак-Кея випустив на DVD.

## Культурне значення
Хоча «Динозавр Герті» не є першим в історії мультфільмом (ця помилкова думка повторюється в багатьох публікаціях), він став значним ривком вперед для ще несформованого жанру. Його успіх надихнув аніматорів, зокрема Юба Айверкса, Пола Террі, Макса та Дейва Флейшера. Під враженням від «Динозавра Герті» рік потому випустив свій перший фільм, The Dinosaur and the Missing Link, один з родоначальників сучасної лялькової анімації Вілліс О'Браєн. 1915 року з'явився неавторизований рімейк «Динозавра Герті», імовірно створений на студії Дж. Р. Брея, який, незважаючи на низьку якість, також мав успіх завдяки використанню тої ж назви. Макс Флейшер віддав данину повагу Герті у фільмі «Три епохи (фільм)», в якому режисер та актор Бастер Кітон забирається на голову динозавра.
Сам Вінзор Мак-Кей бачив головне значення «Динозавра Герті» в тому, що фільм затвердив мультиплікацію як новий вид мистецтва. «Маленький Німо» і «Як діє комар» були сценічними прийомами те саме спецефектів у фільмах Жоржа Мельєса. Герті відкрила щось нове.

Поки я не намалював «Динозавра Герті», глядачі не розуміли, що я змушую картинку ожити.
Оригінальний текст (англ.)
[Not until I drew Gertie the Dinosaur did the audience understand that I was making the drawings move.] Помилка: {{Lang}}: текст вже має курсивний шрифт (допомога)
— Вінзор Маккей
Слова Мак-Кея підтвердив 1976 року Отто Мессмер, творець мультфільмів про Кота Фелікса:

Побачити, як малюнок рухається, було сильним враженням.
Оригінальний текст (англ.)
It was quite a hit to see a drawing move.
— Отто Мессмер

### Думки критиків

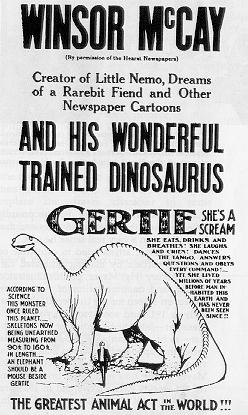
Газетна афіша «Динозавра Герті»

У перші десять років після смерті Вінзора Маккея його згадували переважно як видатного карикатуриста Сполучених Штатів, але з 1960-х років на перший план виходить його внесок у розвиток мультиплікації. Ще більше інтерес до мультфільмів Мак-Кея зріс, коли 1976 року вийшов документальний фільм Джона Кейнмейкера «Згадуючи Вінзора Маккея» (англ. Remembering Winsor McCay).
На сьогодні «Динозавр Герті» вважається самою важливою роботою Вінзора Мак-Кея. Дональд Крафтон називає цей мультфільм самим передовим явищем в анімації свого часу, мають повне право вважатися шедевром та сприяв розвитку жанру. Він також відзначає характерне для піонерів анімації бажання увічнити себе у власних роботах. Кіноісторик Джейсон Міттелл вважає це проявом ознаками саморефлексії постмодернізму, що зароджується.
Для англійського кіноісторика Пола Ворда «Динозавр Герті» є поворотною точкою у сприйнятті мультфільмів. Ранні експерименти з анімацією, наприклад, роботи Блектона та Мельєса, мали своєю метою здивувати глядачів, але до 1910-х років інтерес до них став пропадати. Мак-Кей зміг запропонувати щось нове: не просто набір кінотрюків, але історію. Фільм подавався не лише як рухома картинка з живим динозавром, але і як інноваційне досягнення аніматора Мак-Кея. Це було першим кроком на шляху перетворення мультфільмів на повноправну складову кінематографа.
Художній та комерційний успіх «Динозавра Герті» мав серйозне значення, за що Леонард Малтін називає його початком всієї мультиплікації США. З іншого боку, як зазначає кіноісторику Майкл Берріер, випуск одного фільму за кілька місяців можна назвати промисловим кіновиробництвом. Наприкінці 1910-х років масове виробництво мультфільмів було налагоджено, зокрема, з'явилися «Матт та Джеф» (англ. Mutt and Jeff), «Кіт Фелікс» та «Клоун Коко» (англ. Koko the Clown), хоча це було можливо лише при значному зниженні якості й із застосуванням автоматизованих методів зразок використалася Дж. Р. Бреєм технології, заснованої на прозорих плівках. Однак первісний імпульс цьому розвитку, як вважає Джеррі Бек, додала поява «Динозавра Герті» Вінзора Маккея.
Хоча Вінзор Мак-Кей випустив лише один фільм за участю Герті, він по праву вважається першою мультиплікаційною зіркою. Кінокритик Дейвід Кер ставить Герті в один ряд з такими самобутніми персонажами, як Кіт Фелікс, Міккі Маус та Багз Банні. Не залишаючи без уваги думку Джона Кейнмейкера, що вже в How a Mosquite Operates комар має антропоморфну фігуру, слід погодитися з Полом Веллсом, що в образі Герті вперше проявилася емоційність, і глядачі могли відчувати причетність того, що відбувається на екрані. Подібного діапазону емоцій у персонажів мультфільмів не спостерігалося аж до 1930-х років, коли на екранах з'явилися герої Волта Діснея, який знаходив натхнення в роботах Маккея.
Сучасні аніматори та критики також вважають «Динозавра Герті» одним із значних фільмів, що підтвердило опитування 1994 року. Лише один фільм епохи німого кіно, окрім «Динозавра Герті», увійшов до цього списку, зайнявши 50-е місце, — «Фелікс в Голлівуді» (англ. Felix in Hollywood) (1923).

## Згадки
- Іменем героїні мультфільму названо кафе-морозиво в Disney's Hollywood Studios[en] під флоридським Дісней Ворлдом. Будівля побудована у формі динозавра Герті, розташована на березі озера Ехо[49].
- У фільмі 1989 року «Маленький Німо: Пригоди в країні снів» головні герої змушують чхати динозавра, схожого на Герті[20].
- Згадується в телефільмі 1999 року Attack of the 50 Foot Monster Mania[20].
- У мультфільмі «Тріо з Бельвіля» (2003) плакат з Герті висить у кімнаті трійнят[20].
- У документальному фільмі про історію анімації Endangered Species (2006) художник-мультиплікатор спілкується з намальованим динозавром, схожим на Герті[20].

## Досягнення
- Один з трьох мультфільмів, включених до Національний реєстр фільмів (1991)[50][51].
- Шосте місце в списку 50 найвидатніших мультфільмів всіх часів, складеному Джері Беком за результатами опитування аніматорів та істориків 1994 року[3].
- Перший фільм з використанням анімації по ключовим кадрам[13].
- Перший фільм про динозаврів[9].
- Перший фільм з героєм, що володіє яскравою індивідуальністю[45][47].